# Enrique Cadícamo
Enrique Domingo Cadícamo (Luján, province de Buenos Aires, 15 juillet 1900 - 3 décembre 1999) est un poète et écrivain argentin, auteur de nombreux tangos. Il est également connu sous les pseudonymes Rosendo Luna et Yino Luzzi.

## Biographie
En 1925 son premier tango "Pompas de jabón" est enregistré par Carlos Gardel. Il est également l'auteur de "Madame Ivonne", le dernier tango enregistré par Carlos Gardel en Argentine en 1933. Parmi ses compositions notons également Che papusa oí, Anclado en París, Muñeca brava, Al Mundo le falta un Tornillo, Pa' que bailen los muchachos et Los mareados.
Écrivain prolifique, il a également publié trois recueils de poésie (Canciones grises, 1926; La luna del bajo fondo, 1940; et Viento que lleva y trae, 1945), trois biographies et ouvrages historiques (El debut de Gardel en París, La historia del tango en Paris et Mis memorias), ainsi que des œuvres théâtrales et cinématographiques.
En hommage à son œuvre, le gouvernement argentin a déclaré Cadícamo "Citoyen illustre de Buenos Aires" en 1987. Il est également déclaré "Personnalité émérite de la Culture argentine" en 1996.
Cadícamo est décédé à l'âge de 99 ans le 3 décembre 1999.

## Tangos célèbres
- Los mareados (es)
- Por la vuelta
- Nostalgias
- Pompas de Jabón
- Muñeca brava
- Vieja Recova
- ¡Che, papusa... Oí!
- Madame Ivonne
- Nunca tuvo novio
- Notas de bandoneón
- " El canto de Buenos Aires"
- " La casita de mis viejos"

## Livres
- Canciones grises (poemario, 1926)
- La Luna del Bajo Fondo (poemario, 1940), prologues de Juan José de Soiza Reilly, Carlos de la Púa y Cátulo Castillo.
- Viento que Lleva y Trae (poemario, 1945), prologues de Nicolás Olivari y Cátulo Castillo.
- Café de camareras (novela, 1969), prologue de César Tiempo.
- El desconocido Juan Carlos Cobián (crónica novelada, 1972), prologues de Cátulo Castillo y Nicolás Cócaro.
- La historia del tango en París (crónica, 1975), prologue de Cátulo Castillo.
- Los inquilinos de la noche (poemario, 1977), prologue de César tiempo.
- Mis memorias. Bajo el Signo del Tango (autobiografía, 1983).
- Debut de Gardel en París (crónica, memorias, 1984), prologue de Edmundo Guibourg.
- Los inquilinos de la noche. Prosa póstuma. (1999 y edition 2015, Losada). Prologue de Ariel Carrizo Pacheco,  préface de de Hipólito Paz.

## Œuvre théâtrale
- Así nos Paga la Vida
- La Baba del Diablo
- El Romance de Dos Vagos
- El Cantor de Buenos Aires
- La Epopeya del Tango

## Filmographie
Directeur
- La virgencita de Pompeya (es) (1935)
- Noches cariocas (es) (1935)

Scénariste
- Noches cariocas (es) (1935)
- Nace un campeón (es)
- Galería de esperanzas (Chingolo) (es) (1934)